# Reiff István
Reiff István (Brassó, 1926. január 22. – Brassó, 2007. december 1.) színpadi író, folklórgyűjtő.

## Életútja
Szülővárosa római katolikus főgimnáziumában érettségizett (1945), a Bolyai Tudományegyetem filológiai karán francia-magyar szakos diplomát szerzett. Pályáját pedagógusként kezdte egykori iskolájában (1946-48), majd a brassói magyar vegyes líceum tanára, 1952-57 között igazgatója, közben (1951/52) tanfelügyelő is. 1957-69 között általános iskolában tanít, végül 1970-től nyugdíjazásáig az Unirea Líceum tanára. 1992-ben rövid ideig a román szenátus tagja a Romániai Magyar Demokrata Szövetség jelöltjeként. 2005-ben Brassó díszpolgárává avatták.

## Munkássága
Munkássága az iskolai műkedvelő és népművészeti mozgalmakhoz kapcsolódik: összegyűjtötte és a Brassói Lapokban színpadi feldolgozásban közölte a hétfalusi csángók körében élő guzsalyos, mátkásodási és lakodalmas szokásokat; megszervezte s az általa 1949-ben létrehozott iskolai tánccsoport hagyományát felelevenítve irányította a Búzavirág népdal- és néptáncegyüttest, a megyei művelődési ház keretében működő Rozmaring Népi Együttest és a feketehalmi Gyöngyvirág Együttest, amelyekkel nyilvános előadásokon és a televízióban is bemutatta az általa színpadra alkalmazott Görög Ilona balladáját, a Csáki bíró lányát és Benedek Elek Három kívánság című meséjét.

## Művei
- Szent Anna tavánál oly jó... A brassói turisták 30 éves táborozásainak vidám-dalos meséje; Fulgur, Brassó, 1997